# Catalectis
Catalectis is een geslacht van vlinders van de familie echte motten (Tineidae).

## Soorten
- C. drosoptila Meyrick, 1924
- C. flexa Bradley, 1957
- C. pharetropa Meyrick, 1920
- C. ptilozona Meyrick, 1923